# Juan Lavalle

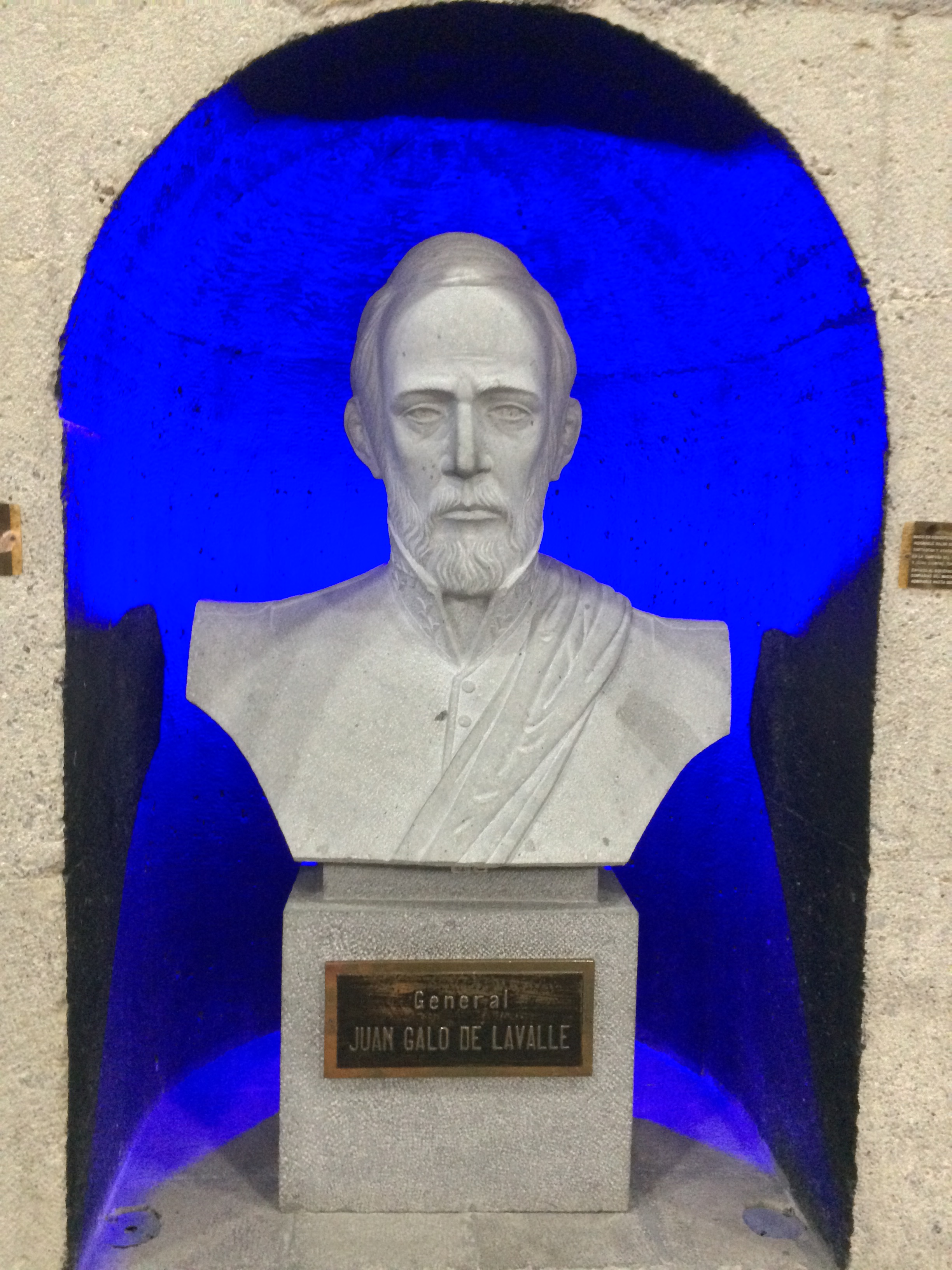
Busto en el Templo de la Patria en Quito, Ecuador.

Juan Galo de Lavalle (Buenos Aires, 17 de octubre de 1797-San Salvador de Jujuy, 9 de octubre de 1841) fue un militar y político argentino de larga trayectoria que, tras participar en la Guerra de Independencia de la Argentina y la Guerra del Brasil, tuvo un papel protagónico en las guerras civiles argentinas como líder militar del Partido Unitario. Ejerció como gobernador de la provincia de Buenos Aires entre 1828 y 1829.

## Datos familiares
Era hijo de la argentina María Mercedes González Bordallo y Ross (1770-1829) y del peruano Manuel José Bonifacio de Lavalle y Cortés (1753-1840). Su padre, que fue contador general de las Rentas y el Tabaco del Virreinato del Río de la Plata, era hermano menor de José Antonio de Lavalle y Cortés, I Conde de Premio Real. También era descendiente directo por parte de su abuela paterna de Hernán Cortés, conquistador de México. Por parte de su abuelo paterno desciende de una familia francesa, condes de La Vallée; de donde proviene la forma española simplificada de su apellido como Lavalle. 
En 1799, los Lavalle se trasladaron a Santiago de Chile y volvieron en 1807 a Buenos Aires, donde Juan cursó sus estudios primarios y secundarios.

## El Ejército de los Andes
En 1812 ingresó como cadete en el Regimiento de Granaderos a Caballo. Fue ascendido a teniente en 1813 y pasó en 1814 al ejército sitiador de Montevideo, bajo las órdenes de Alvear. Luchó al servicio del Directorio (unitario) contra el líder federal José Gervasio Artigas en 1815 y, bajo el mando de Manuel Dorrego, combatió en la batalla de Guayabos. Un año después, pasó a Mendoza para integrarse al  Ejército de los Andes bajo el mando del General José de San Martín.
Cruzó los Andes hacia Chile y acompañó al mayor Antonio Arcos en la victoria de Achupallas. Tuvo un papel notable en las batallas de Chacabuco y Maipú. En 1819 se trasladó a Mendoza, donde se comprometió con la joven Dolores Correas.
En 1820 intervino en la campaña al Perú, y a las órdenes del general Arenales participó en la primera campaña de la Sierra, teniendo destacada actuación en la batalla de Cerro de Pasco. Después de ésta, tomó prisionero al entonces coronel Andrés de Santa Cruz. A órdenes del General Antonio José de Sucre  hizo la campaña al Ecuador, destacándose en la Batalla de Riobamba, por lo que luego sería conocido como el "León de Riobamba". Tuvo también relevante participación en la batalla de Pichincha, que aseguró la independencia de ese país.
Participó en la campaña de “Puertos Intermedios” a las órdenes de Rudecindo Alvarado, la que terminaría con consecuencias desastrosas. Todo el ejército tuvo que ser reembarcado, y hubiese sido masacrado en la operación si no fuera por las cargas de caballería con que Lavalle protegió la maniobra. En el viaje de vuelta su buque naufragó, y aunque lograron llegar a la costa, la sed estuvo a punto de acabar con sus vidas.
Fue ascendido a coronel tras su regreso a Lima, pero tuvo serias desavenencias con Simón Bolívar, por su propio carácter independiente.

## Regreso a la Argentina
Se embarcó hacia Chile y regresó a Mendoza, donde se casó con su prometida Dolores Correa. El partido unitario lo puso al mando de una revolución contra el general José Albino Gutiérrez, que gobernaba esa provincia con apoyo del partido federal. Fue gobernador interino por seis días, el tiempo que le tomó organizar una elección de dudosa legitimidad, en que fue elegido como nueva autoridad Juan de Dios Correas, su suegro. Como una premonición, ese fue el único movimiento militar violento que ocurrió en todo el país ese año de 1824.
Regresó a Buenos Aires, donde fue puesto al mando de una expedición hacia el sur de la provincia de Buenos Aires; su compañero de ruta era el coronel Juan Manuel de Rosas, acompañando al ingeniero Felipe Senillosa en su trabajo de agrimensura.

## La Guerra del Brasil

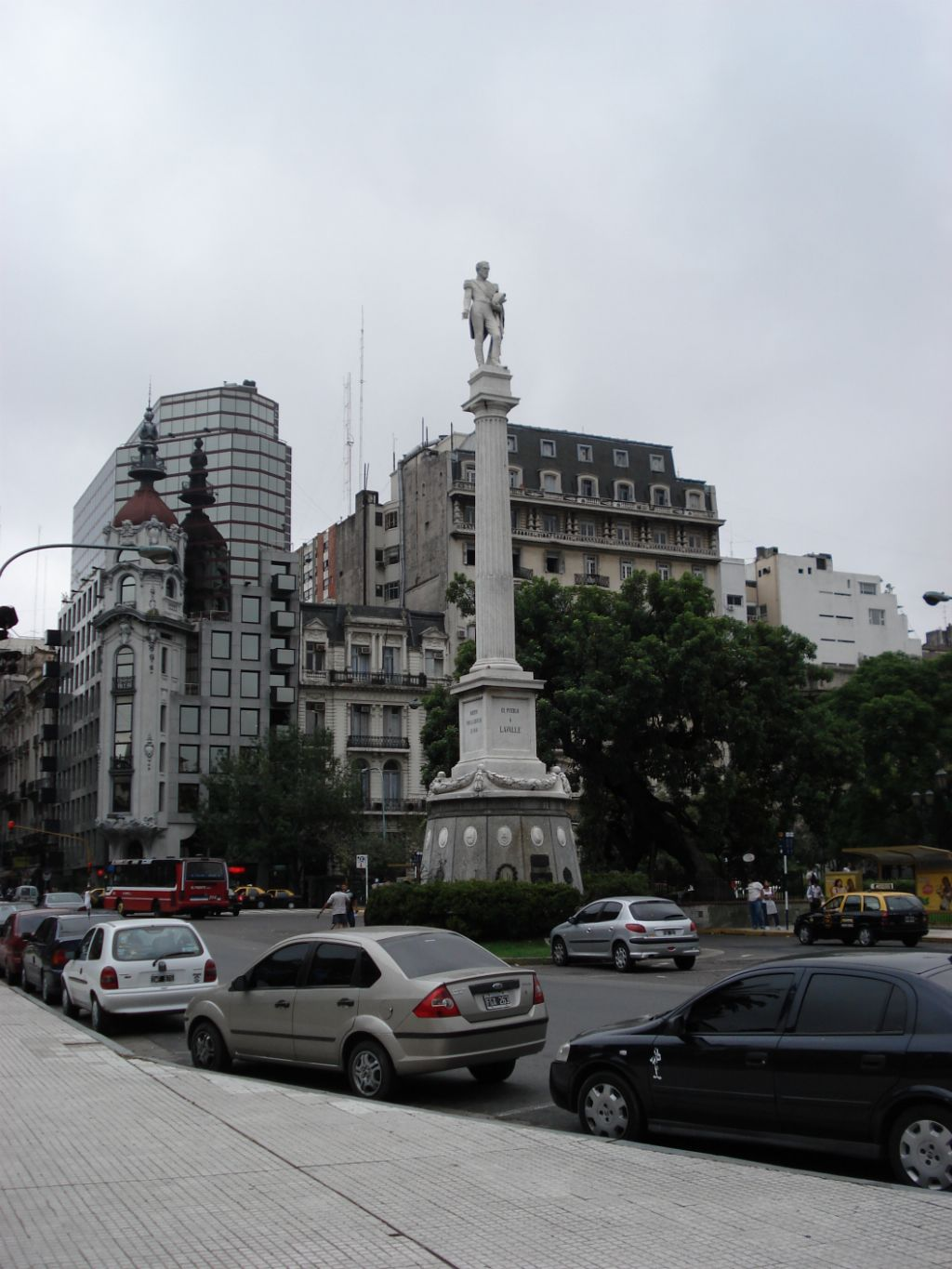
Monumento al General Lavalle en la plaza homónima, en Buenos Aires.

A su regreso fue incorporado a la guerra del Brasil, como jefe del Regimiento de Caballería 4; hizo la campaña sobre Río Grande do Sul y venció en los combates de Bacacay (abatiendo una columna de 1200 hombres con fuerzas menores) y Ombú. Unos días más tarde, utilizando una arriesgada maniobra, logró una parte importante de la victoria en la batalla de Ituzaingó, de febrero de 1827, arrollando a las fuerzas del general brasileño Abreu, y ganando su ascenso a general. Luchó también en el combate de Camacuá, en el que fue herido en un brazo.

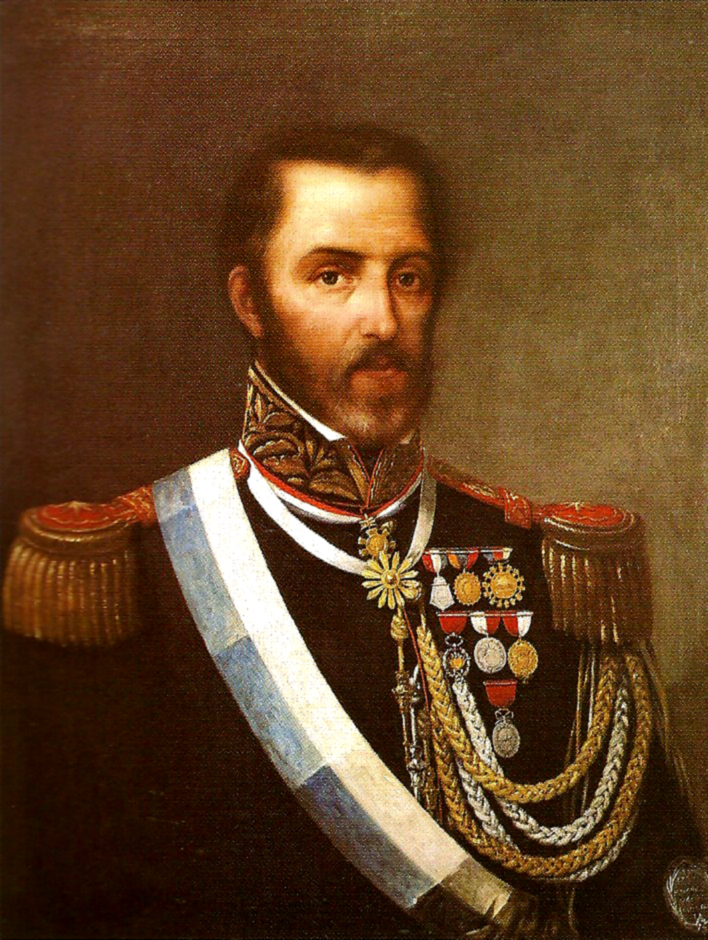
Lavalle, por Juan Manuel Estrada (1842-1894).

La herida le permitió una breve licencia en Buenos Aires donde tomó contacto con los líderes del partido unitario, que lo convencieron de unirse a ellos para derrocar al gobernador Dorrego. Tanto los líderes unitarios como Lavalle, de tendencia liberal, detestaban a Dorrego, por la tendencia de este a favor de las clases populares.
Regresó a Uruguay, hasta que, firmada la paz con el Imperio del Brasil, llevó el ejército a Buenos Aires. Los oficiales de esta fuerza estaban molestos con Dorrego por haber firmado una paz desventajosa, olvidando que habían sido la actitud del ministro de Rivadavia, Manuel José García —que había firmado un tratado aún peor— y las presiones inglesas las que habían forzado a Dorrego a aceptar la independencia de Uruguay. Los mismos unitarios que habían iniciado el camino hacia ese desenlace culpaban al gobernador por las consecuencias de sus decisiones.

## La revolución unitaria
Fue invitado por Julián Segundo de Agüero, Salvador María del Carril y otras figuras del partido unitario a ponerse al frente de una revolución contra el gobernador. Entre las cosas que se acordaron, estaba la muerte de Dorrego si se resistía. El 1 de diciembre de 1828 derrocó al gobernador en funciones - que se retiró hacia el interior de la provincia- y se hizo elegir gobernador interino por una asamblea de partidarios en el atrio de la Capilla San Roque (actuales calles Alsina y Defensa de la ciudad de Buenos Aires), mientras Dorrego se retiraba a la campaña con el objeto de reunir fuerzas para resistir el alzamiento. Este último se unió al general Rosas y trató de defenderse, pero fue derrotado en la batalla de Navarro. Unos días después, el coronel Mariano Acha lo traicionó y lo entregó a Lavalle. Mientras este esperaba al prisionero, todos los notables escribieron a Lavalle, destacándose las cartas de Del Carril y Juan Cruz Varela, reclamando la cabeza de Dorrego. El 13 de diciembre, en Navarro, sin proceso ni juicio previo, Dorrego fue fusilado por orden de Lavalle.
A continuación y una vez consolidada su autoridad, decidió disolver la legislatura - reemplazándola por un consejo consultivo de notables - y desterró a los federales más reconocidos, como Juan Ramón Balcarce, Enrique Martínez y Tomás de Anchorena, entre otros.
La ejecución de Dorrego pesaría sobre la conciencia de Lavalle por el resto de su vida.[cita requerida] Del Carril le aconsejó mentir - levantando un acta falsa de un supuesto sumario previo - y todos los que lo habían aconsejado negaron más tarde su participación.
La carta fechada el 12 de diciembre de 1828 decía, entre otras cosas:

"...La prisión del General Dorrego es una circunstancia desagradable, lo conozco; ella lo pone a usted en un conflicto difícil. La disimulación en este caso después de ser injuriosa será perfectamente inútil al objeto que me propongo. Hablo del fusilamiento de Dorrego. Hemos estado de acuerdo en ella antes de ahora. Ha llegado el momento de ejecutarla. Prescindamos del corazón en este caso. La Ley es que una revolución es un juego de azar, en la que se gana la vida de los vencidos cuando se cree necesario disponer de ella. Haciendo la aplicación de este principio, de una evidencia práctica, la cuestión me parece de fácil resolución. Si usted, general, la aborda así, a sangre fría, la decide; si no, yo habré importunado a usted; habré escrito inútilmente, y lo que es más sensible, habrá usted perdido la ocasión de cortar la primera cabeza de la hidra, y no cortará usted las restantes. Nada queda en la República para un hombre de corazón."

Todas estas cartas fueron mantenidas en secreto hasta mediados del siglo XX.[cita requerida] Lavalle, por su parte, asumió toda la responsabilidad por lo realizado.
Como Rosas se había refugiado en Santa Fe, Lavalle decidió invadirla mientras enviaba refuerzos a luchar contra varios caudillos menores en el sur de Buenos Aires. La campaña resultó insólitamente sanguinaria, con más de mil muertos.
Lavalle nombró al general José María Paz como ministro de guerra, pero este prefirió llevar su división del ejército a Córdoba, donde la utilizaría para derrocar al gobernador Juan Bautista Bustos. El ejército de Lavalle tuvo que retroceder por haberse quedado sin caballos, para resultar alcanzado y derrotado finalmente por Estanislao López y Rosas en la batalla de Puente de Márquez. Rosas y los federales sitiaron la ciudad.
Lavalle intentó convencer a San Martín, que había regresado a su país, de que asumiera el gobierno de la provincia. Pero este, en una nota que entrega a sus emisarios, le contestó que "los medios que me han propuesto no me parece tendrán las consecuencias que usted se propone". Y sugiere rendirse a los de López y Rosas: "Una sola víctima que pueda economizar al país le será de un consuelo inalterable". Indignado por la guerra civil que Lavalle había provocado, prefirió volver al exilio.
Sin otra salida, Lavalle se dirigió al cuartel general de Rosas, recostándose en su catre de campaña a esperarlo, ya que el mismo se encontraba ausente al momento de su visita. A la mañana siguiente, Lavalle y Rosas firmaron la Convención de Cañuelas, que estipulaba que se llamaría a elecciones, en la que se presentaría una lista de unidad entre federales y unitarios. No obstante lo acordado, el general Alvear se presentó con una lista unitaria autónoma, con la que venció a la de unidad a costa de un escandaloso fraude y 43 muertos.[cita requerida]
Ante el reclamo de Rosas, Lavalle anuló las elecciones y poco después ambos firmaron el Pacto de Barracas, por el que el gobierno pasaba al general Juan José Viamonte, que asumió el 26 de agosto. Poco después, Lavalle se retiró a Uruguay y en diciembre Rosas asumió como gobernador de la provincia.

## En la Banda Oriental
Al año siguiente se unió al general Ricardo López Jordán en una invasión a la provincia de Entre Ríos. En un principio tuvieron éxito, pero López Jordán asumió el gobierno y se pronunció por los federales. Ante el inesperado giro, Lavalle regresó a Uruguay, donde realizó un nuevo intento de ocupación el año siguiente, pero ni siquiera llegó a entrar en la provincia.
Vivió en Colonia hasta 1838, año en que se unió al general uruguayo Fructuoso Rivera en la revolución contra el presidente Manuel Oribe. Fue el responsable de la victoria en la batalla de Palmar, que provocó la caída de Oribe, forzándolo a exiliarse en Buenos Aires.
A pesar de haberse pronunciado varias veces en oposición la intervención de Francia en contra de Rosas, en 1839 se puso al frente de un grupo de oficiales que se instaló en la isla Martín García, bajo protección francesa. Con una amplia alianza a su favor en contra de Rosas, Lavalle debió elegir entre llevar la guerra a Buenos Aires o hacia el norte. A pesar de que estalló una revolución que contaba con él en el sur de Buenos Aires, decidió por el contrario invadir Entre Ríos. Poco después, la revolución de los Libres del Sur era destruida en la batalla de Chascomús y sus restos se unieron a Lavalle.

## La Campaña de 1840

En 1841, la expedición de Lavalle hasta su muerte en Jujuy, y el traslado de su cadáver a Tarija, fuera de la Confederación Argentina.

Acompañado por varios jefes prestigiosos, entre los cuales se contaba su jefe de Estado mayor, Martiniano Chilavert, desembarcó en Entre Ríos y venció al coronel Zapata en la batalla de Yeruá. En aquella ocasión, lanzó una arenga en que decía: 

"¡La hora de la venganza ha sonado! ¡Vamos a humillar el orgullo de esos cobardes asesinos! Se engañarían los bárbaros si en su desesperación imploran nuestra clemencia. Es preciso degollarlos a todos. Purguemos a la sociedad de esos monstruos. Muerte, muerte sin piedad... Derramad a torrentes la inhumana sangre para que esta raza maldita de Dios y de los hombres no tenga sucesión..."

Sorprendido por la carencia de apoyo entre el pueblo de Entre Ríos a su causa, se trasladó a Corrientes, donde su gobernador Pedro Ferré lo nombró comandante del Ejército Provincial.
Organizó sus fuerzas en forma de montoneras informes, sin disciplina ni preparación, unidas solamente por el prestigio de su jefe. Tal decisión le valió la desconfianza de los federales y varias discusiones con los otros jefes unitarios.
En febrero de 1840 invadió Entre Ríos y enfrentó al gobernador Pascual Echagüe en dos batallas: en la primera librada en Don Cristóbal resultó vencedor, pero no logró destruir el ejército enemigo. Luego, en la batalla de Sauce Grande fue derrotado, pero esta vez fue Echagüe quien lo dejó escapar. Se embarcó en la flota francesa, con la que se trasladó a la provincia de Buenos Aires y desembarcó en San Pedro.
Obtuvo el apoyo de algunos estancieros unitarios, pero pronto fue cercado por las fuerzas federales. Tras lograr algunos éxitos menores, que le hicieron ganar tiempo, acampó cerca de la capital, esperando el pronunciamiento popular en su favor. Pero el recuerdo del asesinato de Dorrego provocaba el rechazo de las poblaciones que se suponía que deberían haberlo apoyado. Tras varias semanas de inacción, en las que el ejército de Rosas se fortaleció enormemente, retrocedió buscando enfrentar al gobernador de Santa Fe, Juan Pablo López. Este se hizo perseguir de cerca, llevándolo cada vez más lejos de Buenos Aires.
Todos sus amigos y casi todos los historiadores lo censuraron por eso, pero el hecho es que fue allí, junto a Buenos Aires, en que tomó conciencia de que no podía ganar esa guerra, simplemente, porque la opinión pública estaba a favor de sus enemigos.

## La campaña final, de Buenos Aires a Jujuy
Ocupó la ciudad de Santa Fe, donde tomó prisionero al general Eugenio Garzón. Allí perdió la mayor parte de sus caballos y también se enteró de que los franceses habían llegado a un acuerdo con Rosas. Es por esto que decidió llevar la guerra al interior del país, donde la Coalición del Norte controlaba seis provincias opositoras a Rosas. Acordó con el general Lamadrid (quien ocupaba Córdoba), que se encontrarían en el límite entre las dos provincias y partió hacia allí.
Al mando del ejército federal quedó el expresidente oriental Oribe, que lo persiguió de tal forma que no pudo unirse a Lamadrid en fecha, viéndose a su vez impedido de dar aviso sobre su retraso, lo que llevó a Lamadrid a abandonar el punto de encuentro. La desinteligencia fue fatal y Lavalle resultó derrotado por Oribe en la batalla de Quebracho Herrado, el 28 de noviembre de 1840.
Lavalle y Lamadrid se retiraron hacia el norte, tiempo durante el cual el segundo se abocó a organizar un nuevo ejército en su provincia, para lo que Lavalle entretuvo a Oribe montando una campaña de distracción en la provincia de La Rioja. Mientras tanto, sus seguidores, Mariano Acha y José María Vilela, fueron derrotados en Machigasta y San Cala. Desde La Rioja regresó a Tucumán, dejando a Lamadrid la responsabilidad de llevar una campaña a Cuyo.
Al frente de 1500 hombres enfrentó a los 2500 de Oribe en la batalla de Famaillá, la que resultó en una derrota para el ejército unitario y significó el fin de la Coalición del Norte. Si bien nunca lo supo, pocos días después Lamadrid era completamente derrotado en la batalla de Rodeo del Medio, en Mendoza, y obligado a huir hacia Chile.

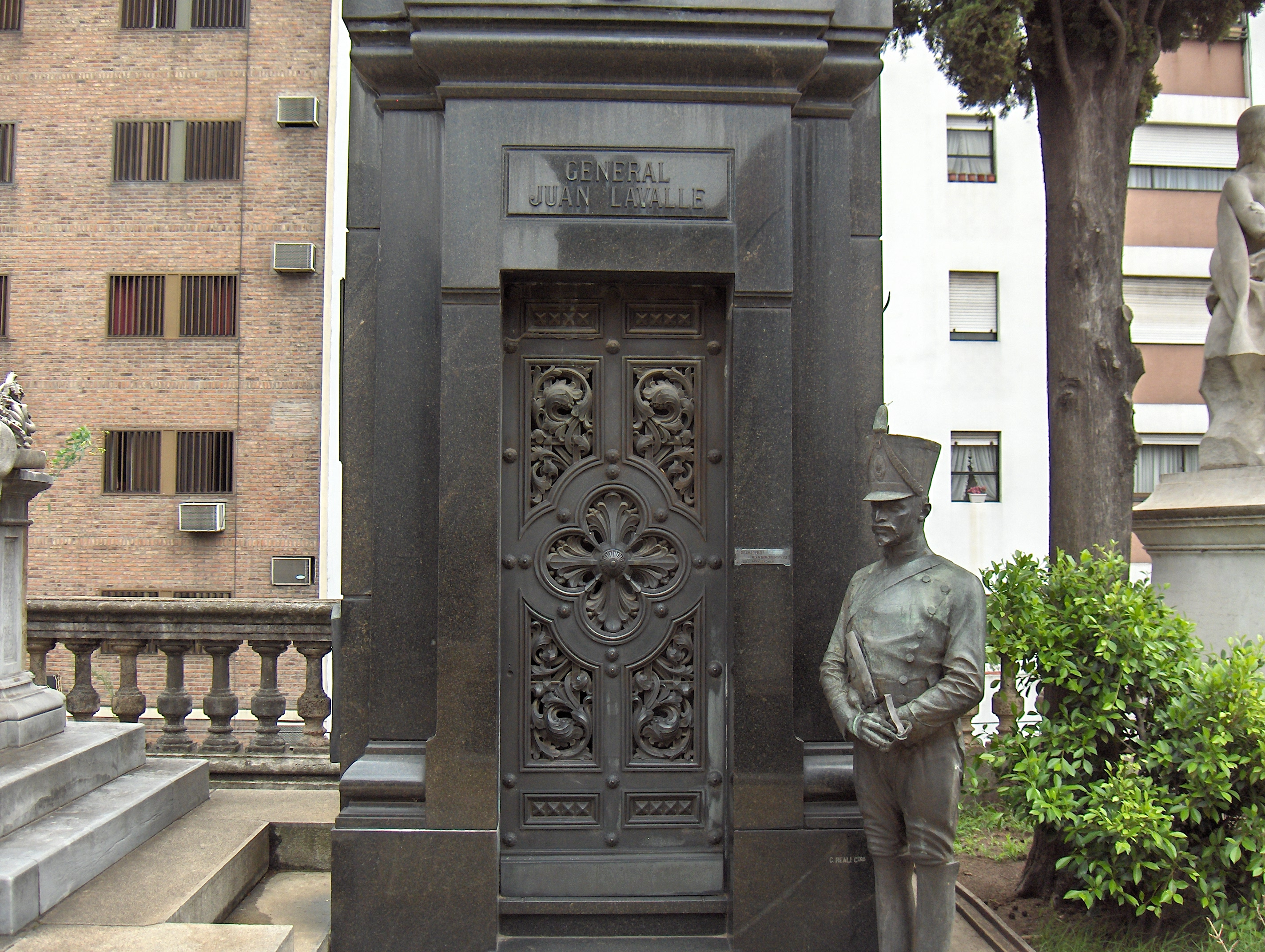
Mausoleo del General Lavalle en el Cementerio de la Recoleta.

Lavalle huyó a Salta, donde pensaba entablar una resistencia de guerrillas, pero los correntinos que había traído sin permiso de Ferré lo abandonaron y regresaron a su provincia a través del Chaco. Esto lo decidió a retroceder hacia la ciudad de San Salvador de Jujuy. El  9 de octubre de 1841, los federales dieron con la casa donde se encontraba Lavalle y dispararon a la puerta. Una de las balas atravesó la cerradura e hirió de muerte a Lavalle, quien murió más tarde ese mismo día. Otras versiones suponen que Lavalle se habría suicidado, aunque no se ha podido comprobar esa afirmación.
Tras saber de la muerte del general, los federales ordenaron la búsqueda del cuerpo para decapitarlo y exhibir su cabeza en una pica. Pero sus oficiales lograron hacerse con sus restos, cubrirlos con una bandera argentina y el poncho celeste de su primo y ayudante de campo, el coronel Matías Ramos Mejía. Luego de su muerte, sus últimos leales se dirigieron al norte, a través de la Quebrada de Humahuaca. Sus restos fueron velados en una casa de Tilcara y en Huacalera, a orillas de un arroyo, descarnaron el cuerpo semi podrido del general, envolvieron las partes blandas en una bolsa de cuero y las enterraron cerca de la Capilla de la Inmaculada Concepción. El corazón fue colocado en un recipiente con aguardiente, sus huesos lavados y puestos en una caja con arena seca y su cabeza guardada en un recipiente con miel para facilitar su manejo y posterior escondite de los federales. Los restos fueron llevados a Potosí, donde fueron recibidos con grandes honores por el Gobierno boliviano y finalmente inhumados.
El escritor Ernesto Sabato incluyó en su libro Sobre héroes y tumbas un Romance de la muerte del General Lavalle, posteriormente musicalizado por Eduardo Falú, en que narra esta larga retirada hacia el norte culminada con la muerte de Lavalle y la huida hacia Bolivia de los restos de la legión.
En 1842, sus restos fueron trasladados a Valparaíso, Chile, de donde fueron exhumados en 1860, para luego ser traídos a la Argentina. El 31 de diciembre de ese año llegaron a Rosario y fueron trasladados a Buenos Aires a bordo del vapor a ruedas Guardia Nacional, al mando del capitán Juan Lamberti. El 19 de enero de 1861 fueron inhumados en el Cementerio de la Recoleta, en lo que fuera la bóveda de Bernardino Rivadavia, donde en 1950 se construyó el mausoleo donde descansa el teniente general Pablo Riccheri en el centro del cementerio. Desde abril de 1918 sus restos descansan  en su mausoleo en la parte final del cementerio, decorado con una escultura de bronce de un granadero, obra del escultor Luis Perlotti.
| Predecesor: José Albino Gutiérrez | Gobernador de la Provincia de Mendoza 1824 | Sucesor: Juan de Dios Correas |